# Стинчешть (Ботошань)
Стинчешть, Стинчешті (рум. Stâncești) — село у повіті Ботошані в Румунії. Входить до складу комуни Міхай-Емінеску.
Село розташоване на відстані 369 км на північ від Бухареста, 5 км на захід від Ботошань, 99 км на північний захід від Ясс.

## Населення
За даними перепису населення 2002 року у селі проживали 1072 особи, з них 1068 осіб (99,6%) румунів. Рідною мовою 1068 осіб (99,6%) назвали румунську.